# 13943 Hankgreen
13943 Hankgreen eller 1990 HG är en asteroid i huvudbältet som upptäcktes 26 april 1990 av den amerikanske astronomen Eleanor F. Helin vid Palomar-observatoriet. Den är uppkallad efter den amerikanske Youtubearen Hank Green.
Asteroiden har en diameter på ungefär 4 kilometer.